# Electronic Music Studios

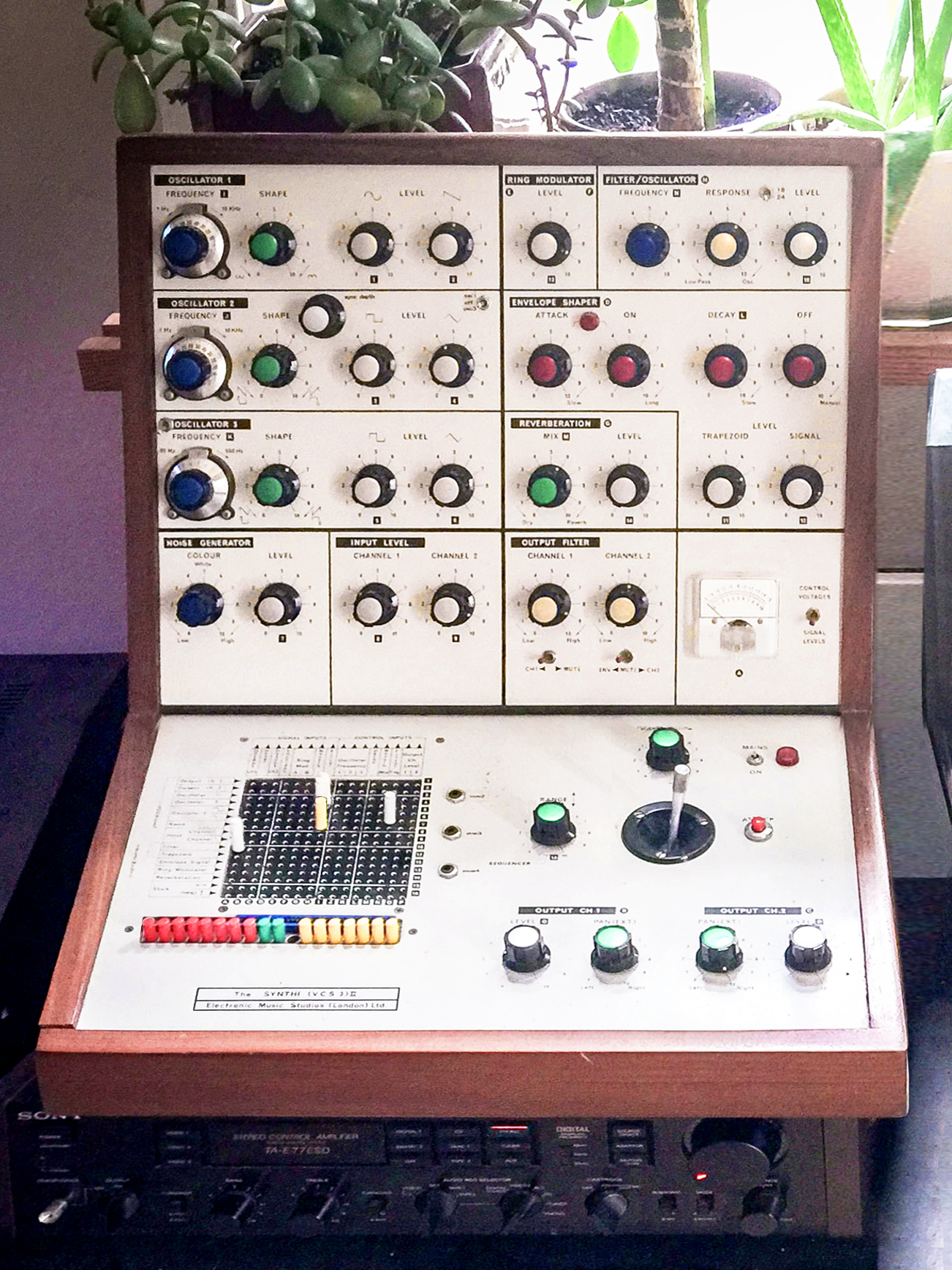
De VCS 3-synthesizer uit 1969

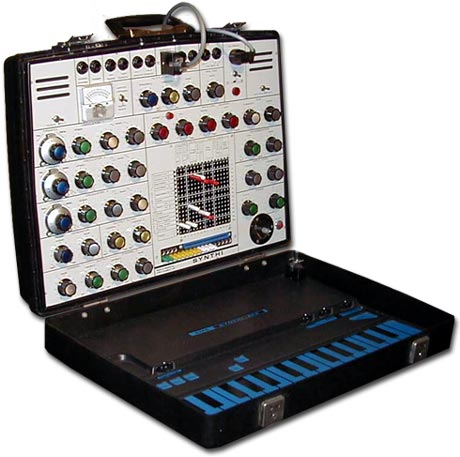
Een Synthi AKS uit 1972

Electronic Music Studios (EMS) is een Brits bedrijf dat werd opgericht in 1969 door Peter Zinovieff, Tristram Cary en David Cockerell. Het hoofdkantoor bevindt zich in Ladock.

## Beschrijving
In 1969 presenteerde het bedrijf de VCS 3-synthesizer, een van de eerste betaalbare en draagbare analoge synthesizers die is gebaseerd op het principe van een modulaire synthesizer. De naam is afgeleid van de Engelse term Voltage Controlled Studio (Nederlands: spanningsgestuurde synthesizerstudio). De kernmodule van het instrument bevat drie oscillatoren, wat de "3" in de naam suggereert. Het was een van de eerste draagbare synthesizers die in een enkele houten kist werd gebouwd, in tegenstelling tot exemplaren van concurrenten zoals Moog, ARP en Buchla.
De eerste rockgroepen die de VCS 3 gebruikten, waren Tangerine Dream en The Who. De VCS 3 is ook hoorbaar op het Pink Floyd-album The Dark Side of the Moon.
In 1971 ging EMS concurreren met Moog en bouwde een modulaire synthesizer op grote schaal. Het model heet de Synthi 100 en kreeg twaalf spanningsgestuurde oscillatoren en acht spanningsgestuurde filters. Er zijn van de Synthi 100 slechts 30 exemplaren gebouwd.
Men produceerde de Synthi AKS in 1972, die al snel populair bleek onder muzikanten, zoals Brian Eno, Pink Floyd en Jean-Michel Jarre. De Synthi AKS bevat een sequencer en een ingebouwd klavier in het deksel en is prominent te horen in het nummer On the Run van Pink Floyd.
Het oorspronkelijke bedrijf stopte zijn activiteiten in 1979. Robin Wood, een van de medewerkers, ging echter verder met nieuwe eigenaren en wist in 1995 de rechten van EMS te verkrijgen. Het bedrijf ging door met het verkopen van analoge synthesizers.

## Producten
- VCS 3 (1969)
- Synthi A (1971)
- Synthi AK (1971)
- Synthi 100 (1971)
- Synthi Sequencer 256 (1971)
- Synthi AKS (1972)
- Spectron (1974)
- Synthi E (1975)
- Vocoder 5000 (1976)
- Vocoder 2000 (1977)
- PolySynthi (1978)
- Soundbeam (1988)